# Paractinophlebia acuta
Paractinophlebia acuta  (лат.) — ископаемый вид сетчатокрылых насекомых из рода Paractinophlebia семейства Prohemerobidae Handlirsch, 1906 (Hemerobioidea). Известен по отпечаткам крыла размером 13,2×4,7 мм, обнаруженным в юрских отложениях из Европы (Германия, Niedersachsen, Hondelage, Braunschweig).
Вместе с другими ископаемыми видами, такими как Solenoptilon kochi Handlirsch 1906, Oligogetes relictus, Tetanoptilon brunsvicense Bode 1953, Solenoptilon martynovi, Ooidia Bode 1953, являются одними из древнейших представителей сетчатокрылых насекомых. Таксон был впервые описан как Prohemerobius acutus в 1953 году палеонтологом А. Боде (Bode, A. 1953) и первоначально включён им в семейство Solenoptilidae. Позднее его включили в состав рода Paractinophlebia Handlirsch, 1906  (вместе с видами Paractinophlebia grasselensis  (Bode 1953), Paractinophlebia curtisii (Scudder 1886) и Paractinophlebia tenuis Bode 1953). Другие авторы затем включили его в состав семейства Prohemerobidae.